# Akaflieg Berlin B8
Die B8 war ein einsitziges freitragendes Schulterdecker-Segelflugzeug der Akademischen Fliegergruppe der Technischen Hochschule Berlin-Charlottenburg, das aufgrund der Ausschreibung eines Einheitssegelflugzeuges für die Olympischen Sommerspiele 1940 entworfen und in zwei Versionen gebaut wurde.
Die Registrierungen der beiden gebauten Maschinen lauteten D-4-660 (Versuchsmuster V1) und D-4-694 (V2).

## Geschichte
Das Flugzeug entstand aufgrund der Forderung der Internationalen Studienkommission für motorlosen Flug (ISTUS) nach einem einheitlichen Segelflugzeug für alle Teilnehmer des 1940 erstmals bei Olympischen Spielen geplanten Segelflugwettbewerbs. Ausschreibungsbedingungen waren u. a. die Begrenzung der Flügelspannweite auf 15 Meter, temporäre Schwimmfähigkeit und ein für 1,80 Meter große Piloten mit Rückenfallschirm passendes Cockpit. Sturzflugbremsen mussten die Geschwindigkeit auf 200 km/h begrenzen können. Zu einem Vergleichsfliegen sollten zwei Exemplare abgeliefert werden. Die Berliner Akaflieg wurde sehr spät zur Beteiligung an dem Konstruktionswettbewerb aufgefordert, so dass bis zum nationalen Vergleichsfliegen nur fünf Monate Zeit blieben.

## Konstruktion
Konstruiert wurde das Flugzeug von Julius Schuck als freitragender Schulterdecker in Holzbauweise mit Sturzflugbremsen und stoffbespannten Rudern.

### Ausrüstung
Zur Ausrüstung gehörte ein herausnehmbares Instrumentenbrett von Askania mit elektrischem Wendezeiger, künstlichem Horizont, Variometer, Fahrt- und Höhenmesser, Kompass und eine Borduhr.

## Versionen
- B8 V1: Kufe und abwerfbares Fahrgestell
- B8 V2: auf 0, 2,5 und 5 Grad einstellbare V-Stellung der Tragflächen, festes Fahrwerk[1]

## Technische Daten
| Kenngröße             | Daten B8 V1          |
| --------------------- | -------------------- |
| Besatzung             | 1                    |
| Länge                 | 7,10 m               |
| Spannweite            | 15,00 m              |
| Höhe                  | 1,50 m               |
| Flügelfläche          | 15,60 m²             |
| Flügelstreckung       | 14,41                |
| Flügelprofil          | Gö 549 und 535       |
| Gleitzahl             | 23 bei 68 km/h       |
| Geringstes Sinken     | 0,70 m/s bei 56 km/h |
| Zuladung              | 95 kg                |
| Leermasse             | 165 kg               |
| max. Startmasse       | 260 kg               |
| Flächenbelastung      | 16,65 kg/m²          |
| Höchstgeschwindigkeit | 220 km/h             |

## Vergleichbare Typen
- DFS Meise
- Mü 17 Merle
- FVA-13